# بيت روبنز
بيت روبنز (بالإنجليزية: Pete Robbins)‏ هو عازف ساكسفون أمريكي، ولد في 28 نوفمبر 1978 في كوينز في الولايات المتحدة.

## وصلات خارجية
- بيت روبنز على موقع ميوزك برينز (الإنجليزية)
- بيت روبنز على موقع ديسكوغز (الإنجليزية)